# Попкова, Галина Ивановна
Галина Ивановна Попкова — советский хозяйственный, государственный и политический деятель, Герой Социалистического Труда.

## Биография
Родилась в 1942 году в Винницком районе Винницкой области. Член КПСС.
С 1960 года — на хозяйственной, общественной и политической работе. В 1960—1997 гг. — доярка молочно-товарной фермы, мастер машинного доения госплемптицезавода имени Фрунзе Сакского района Крымской области Украинской ССР.
Указом Президиума Верховного Совета СССР от 6 марта 1981 года присвоено звание Героя Социалистического Труда с вручением ордена Ленина и золотой медали «Серп и Молот».
Делегат XXVII съезда КПСС.
Живёт в селе Фрунзе Сакского района.